# Boulevard Baden

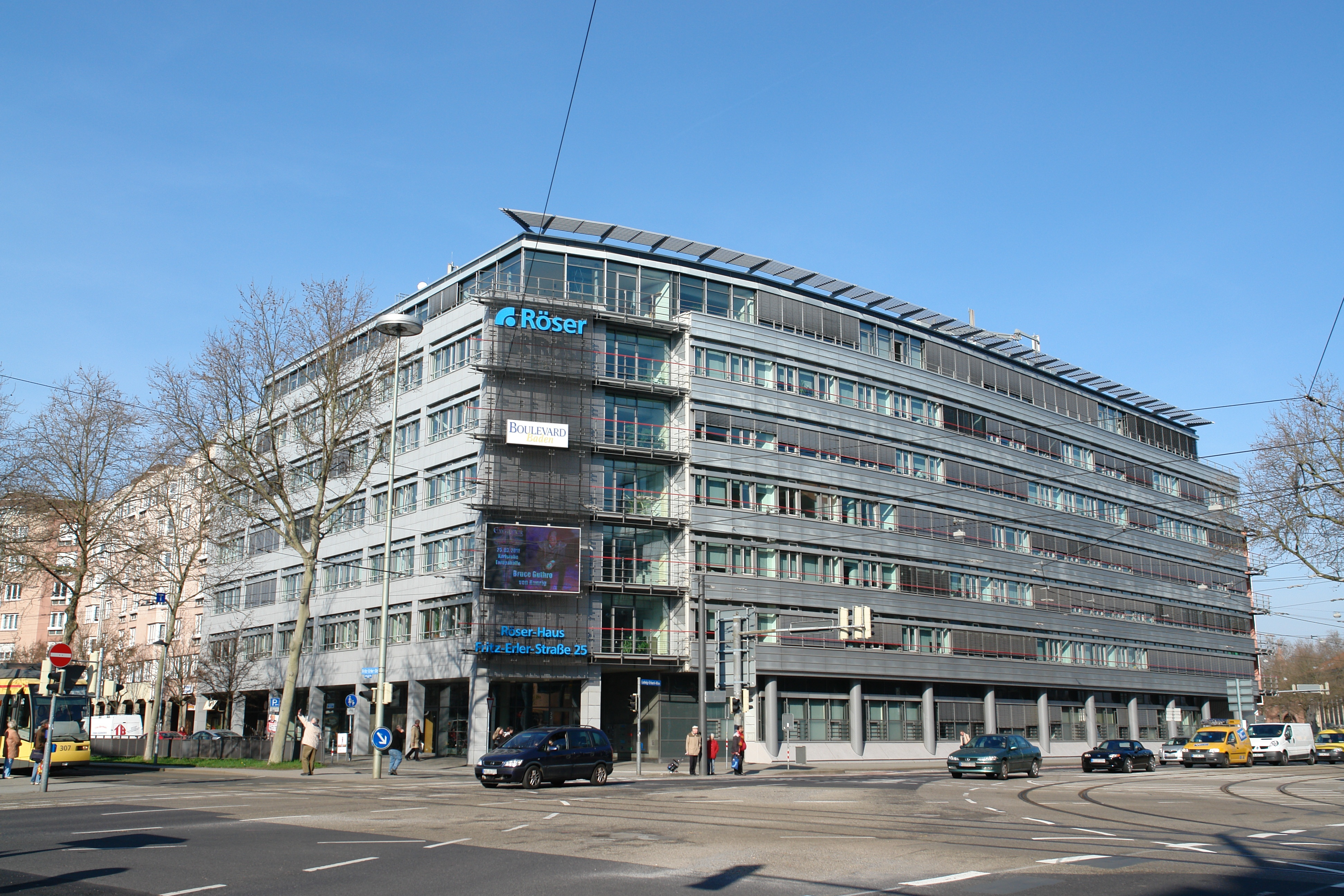
Sitz der Redaktion im Röser-Haus

Boulevard Baden war eine Wochenzeitung, die seit 1998 im Großraum Karlsruhe erschien und kostenlos am Wochenende an alle Haushalte im Einzugsbereich verteilt wurde. Es existierten vier Regional-Ausgaben: KA-Stadt, Durlach, Ettlingen, Rheinstetten. Die Gesamtauflage betrug 150.000  Exemplare (IVW geprüft).
Boulevard Baden finanzierte sich nur über Anzeigen. Im redaktionellen Teil wurde über tagespolitische, kulturelle und sportliche Ereignisse und solche von allgemeinem Interesse aus der Region und dem Stadtgebiet von Karlsruhe berichtet. 
Herausgegeben wurde Boulevard Baden von der Röser Presse in Karlsruhe. Seit Februar 2010 gab es auch eine täglich aktualisierte Online-Ausgabe und Smartphone-Apps. Zusätzlich gab es die Möglichkeit, die Ausgaben als E-Paper durchzublättern. Im Februar 2012 wurde eine Tablet-Ausgabe gestartet.
Boulevard Baden wurde im Rheinischen Format (350 × 520 mm) und in der Grundschrift Concorde in einer Rüsselsheimer Druckerei gedruckt.
Am 27. September 2013 gab der Geschäftsführer Steffen Lüderwald bekannt, dass die Zeitung sowie das dazugehörige Online-Portal zum Ende des laufenden Jahres eingestellt werden.
Am 13. Oktober 2013 erschien die Zeitung Boulevard Baden das letzte Mal. Die Webpräsenz wurde ebenfalls eingestellt. 